# Acacia cuspidifolia
Acacia cuspidifolia é uma espécie de leguminosa do gênero Acacia, pertencente à família Fabaceae.